# كيفن طوني
كيفن طوني (بالإنجليزية: Kevin Toney)‏ هو ملحن وعازف بيانو أمريكي، ولد في 1953.

## وصلات خارجية
- كيفن طوني على موقع IMDb (الإنجليزية)
- كيفن طوني على موقع ميوزك برينز (الإنجليزية)
- كيفن طوني على موقع ديسكوغز (الإنجليزية)